# Robert James Johns
Robert James Johns (14 de julio de 1944-Londres, 21 de abril de 2019) fue un botánico estadounidense.

## Obra
- 1996. Pteridology in perspective. Con Josephine Camus, Mary Gibby, Richard Eric Holttum. Ed. ilustrada de Royal Botanic Gardens, Kew, 700 pp. ISBN 1900347091

- 1989. Caryophyllidae. Public. 2 (Christensen Res. Institute). Editor P.N.G. Univ. of Techn. 57 pp. ISBN 998056010X

- 1987. The Flowering Plants of Papuasia: Dicotyledons. Magnoliidae. Parte 1. Editor P.N.G. Univ. of Techn. 142 pp.

- 1983. Common Forest Trees of Papua New Guinea: Ranales. Editor Forestry Dep. PNG Univ. of Techn.

- 1977. Draft Field Key [to] Papua New Guinea Trees. Editor Papua New Guinea Dep. of Forests

- 1971. Mount Wilhelm Flora: A Checklist of the Species [by] R.J. Johns, M.Sc. [and] P.F. Stevens, B.A., Ph.D. Botany bull. 6. Editor Div. of Botany, Dep. of Forests, 60 pp.

- La abreviatura «R.J.Johns» se emplea para indicar a Robert James Johns como autoridad en la descripción y clasificación científica de los vegetales.[2]